# Sierra de Huelva
La Sierra de Huelva és una comarca situada a la província de Huelva, a Andalusia.
Està formada pels municipis d'Alájar, Almonaster la Real, Aracena, Aroche, Arroyomolinos de León, Cala, Cañaveral de León, Castaño del Robledo, Corteconcepción, Cortegana, Cortelazor, Cumbres de Enmedio, Cumbres de San Bartolomé, Cumbres Mayores, Encinasola, Fuenteheridos, Galaroza, Higuera de la Sierra, Hinojales, Jabugo, La Nava, Linares de la Sierra, Los Marines, Puerto Moral, Rosal de la Frontera, Santa Ana la Real, Santa Olalla del Cala, Valdelarco i Zufre.
Limita a l'est amb la província de Sevilla, al sud amb les comarques de la Cuenca Minera i El Andévalo, a l'oest amb Portugal i al nord amb Extremadura. En aquesta comarca hi ha el Parc Natural de Sierra de Aracena i Picos de Aroche.